# Synedoida nichollae
Synedoida nichollae là một loài bướm đêm trong họ Erebidae.